# Elezioni comunali in Piemonte del 2005
Il 3 e 4 aprile 2005 (con ballottaggio il 17 e 18 aprile) in Piemonte si tennero le elezioni per il rinnovo di numerosi consigli comunali. 

## Riepilogo Sindaci Eletti
| Provincia   | Comune  | Sindaco uscente | Sindaco uscente      | Sindaco eletto | Sindaco eletto          | Primo turno | Primo turno         | Secondo turno | Secondo turno | Seggi   |       |       |         |
| ----------- | ------- | --------------- | -------------------- | -------------- | ----------------------- | ----------- | ------------------- | ------------- | ------------- | ------- | ----- | ----- | ------- |
| Provincia   | Comune  | Torino          | Venaria Reale        |                | Giuseppe Catania (Ind.) |             | Nicola Pollari (DS) | 10.638        | 46,55         | Seggi   | 8.867 | 55,99 | 18 / 30 |
| Alessandria | Valenza |                 | Germano Tosetti (DS) |                | Gianni Raselli (DL)     | 6.790       | 54,72               | _             | _             | 12 / 20 |       |       |         |

## Torino

### Venaria Reale
| Candidati                                    | Candidati                 | II turno             | II turno         | I turno | I turno | Liste                                | Voti   | %     | Seggi |
| Candidati                                    | Candidati                 | Voti                 | %                | Voti    | %       | Liste                                | Voti   | %     | Seggi |
| -------------------------------------------- | ------------------------- | -------------------- | ---------------- | ------- | ------- | ------------------------------------ | ------ | ----- | ----- |
|                                              | Nicola Pollari ✔️ Sindaco | 8 877                | 55,99            | 10 638  | 46,55   | Democratici di Sinistra              | 3 439  | 16,60 | 7     |
| La Margherita                                | Nicola Pollari ✔️ Sindaco | 8 877                | 55,99            | 10 638  | 46,55   | 2 903                                | 14,01  | 6     |       |
| Partito della Rifondazione Comunista         | Nicola Pollari ✔️ Sindaco | 8 877                | 55,99            | 10 638  | 46,55   | 1 228                                | 5,93   | 2     |       |
| Federazione dei Verdi                        | Nicola Pollari ✔️ Sindaco | 8 877                | 55,99            | 10 638  | 46,55   | 923                                  | 4,46   | 2     |       |
| Partito dei Comunisti Italiani               | Nicola Pollari ✔️ Sindaco | 8 877                | 55,99            | 10 638  | 46,55   | 635                                  | 3,07   | 1     |       |
| Progettare Venaria                           | Nicola Pollari ✔️ Sindaco | 8 877                | 55,99            | 10 638  | 46,55   | 342                                  | 1,65   | –     |       |
| Italia dei Valori                            | Nicola Pollari ✔️ Sindaco | 8 877                | 55,99            | 10 638  | 46,55   | 296                                  | 1,43   | –     |       |
|                                              | Domenico Renna            | 6 979                | 44,01            | 5 631   | 24,64   | Lista Catania Continuare per Venaria | 2 195  | 10,60 | 3     |
| Uniti per Cambiare                           | Domenico Renna            | 6 979                | 44,01            | 5 631   | 24,64   | 1 358                                | 6,56   | 1     |       |
| Socialisti Democratici Italiani              | Domenico Renna            | 6 979                | 44,01            | 5 631   | 24,64   | 1 278                                | 6,17   | 1     |       |
| Seggio di coalizione                         | Seggio di coalizione      | Seggio di coalizione | 44,01            | 5 631   | 24,64   | 1                                    |        |       |       |
|                                              | Marco Barbieri            | Marco Barbieri       | Marco Barbieri   | 3 745   | 16,39   | Forza Italia                         | 2 064  | 9,96  | 2     |
| Unione dei Democratici Cristiani e di Centro | Marco Barbieri            | Marco Barbieri       | Marco Barbieri   | 3 745   | 16,39   | 1 095                                | 5,29   | 1     |       |
| Cristiani al Centro                          | Marco Barbieri            | Marco Barbieri       | Marco Barbieri   | 3 745   | 16,39   | 315                                  | 1,52   | –     |       |
| Seggio di coalizione                         | Seggio di coalizione      | Seggio di coalizione | Marco Barbieri   | 3 745   | 16,39   | 1                                    |        |       |       |
|                                              | Adolfo Cavallo            | Adolfo Cavallo       | Adolfo Cavallo   | 1 441   | 6,31    | Alleanza Nazionale                   | 1 358  | 6,56  | –     |
| Seggio di coalizione                         | Seggio di coalizione      | Seggio di coalizione | Adolfo Cavallo   | 1 441   | 6,31    | 1                                    |        |       |       |
|                                              | Giovanni Baietto          | Giovanni Baietto     | Giovanni Baietto | 1 200   | 5,25    | Lega Nord                            | 1 111  | 5,36  | –     |
| Seggio di coalizione                         | Seggio di coalizione      | Seggio di coalizione | Giovanni Baietto | 1 200   | 5,25    | 1                                    |        |       |       |
|                                              | Calogero Accardo          | Calogero Accardo     | Calogero Accardo | 198     | 0,87    | Alternativa Sociale                  | 176    | 0,85  | –     |
| Totale                                       | Totale                    | 15 856               | 100              | 22 853  | 100     |                                      | 20 716 | 100   | 30    |
|                                              |                           |                      |                  |         |         |                                      |        |       |       |
| Fonte: Ministero dell'interno                |                           |                      |                  |         |         |                                      |        |       |       |

## Alessandria

### Valenza
|                                              | Gianni Raselli ✔️ Sindaco | 6 790                | 54,72 | Democratici di Sinistra             | 2 349  | 21,15 | 5  |  |  |
| Per Valenza (DL - SDI)                       | Gianni Raselli ✔️ Sindaco | 6 790                | 54,72 | 2 037                               | 18,34  | 5     |    |  |  |
| Partito della Rifondazione Comunista         | Gianni Raselli ✔️ Sindaco | 6 790                | 54,72 | 654                                 | 5,89   | 1     |    |  |  |
| Valenza Insieme                              | Gianni Raselli ✔️ Sindaco | 6 790                | 54,72 | 592                                 | 5,33   | 1     |    |  |  |
| Partito dei Comunisti Italiani               | Gianni Raselli ✔️ Sindaco | 6 790                | 54,72 | 303                                 | 2,73   | –     |    |  |  |
|                                              | Luca Rossi                | 4 804                | 38,72 | Forza Italia                        | 2 207  | 19,87 | 4  |  |  |
| Lega Nord                                    | Luca Rossi                | 4 804                | 38,72 | 795                                 | 7,16   | 1     |    |  |  |
| Alleanza Nazionale                           | Luca Rossi                | 4 804                | 38,72 | 795                                 | 7,16   | 1     |    |  |  |
| Unione dei Democratici Cristiani e di Centro | Luca Rossi                | 4 804                | 38,72 | 476                                 | 4,29   | 1     |    |  |  |
| Nuovo PSI                                    | Luca Rossi                | 4 804                | 38,72 | 138                                 | 1,24   | –     |    |  |  |
| Seggio di coalizione                         | Seggio di coalizione      | Seggio di coalizione | 38,72 | 1                                   |        |       |    |  |  |
|                                              | Luca Bariggi              | 421                  | 3,39  | Valenza la Tua Città                | 384    | 3,46  | –  |  |  |
|                                              | Alberto Natale            | 148                  | 1,19  | FdV - IdV - Pensionati per l'Europa | 133    | 1,20  | –  |  |  |
|                                              | Liviano Bellini           | 144                  | 1,16  | Comitato Civico Ambientalista       | 140    | 1,26  | –  |  |  |
|                                              | Roberto Bertoncelli       | 101                  | 0,81  | Alternativa Sociale                 | 102    | 0,92  | –  |  |  |
| Totale                                       | Totale                    | 12 408               | 100   |                                     | 11 105 | 100   | 20 |  |  |
|                                              |                           |                      |       |                                     |        |       |    |  |  |
| Fonte: Ministero dell'interno                |                           |                      |       |                                     |        |       |    |  |  |